# 22528 Елізагоуп
22528 Елізагоуп (22528 Elysehope) — астероїд головного поясу, відкритий 20 березня 1998 року.
Тіссеранів параметр щодо Юпітера — 3,650.